# Backyardigans – Die Hinterhofzwerge
Backyardigans – Die Hinterhofzwerge ist eine 3-D CGI-animierte US-amerikanische Serie.
Sie handelt von fünf übermütigen Vorschulfreunden. Durch ihre lebhafte Fantasie gehen die Freunde beim Spielen in ihrem Hinterhof auf fantastische Reisen voll Musik, Tanz und Abenteuer. Sie wird seit 2004 bei Nickelodeon im Bereich Nick Jr. gezeigt. Eine Besonderheit dieser Serie sind 3D-animierte Tanz- und Gesangsszenen.

## Figuren
- Uniqua ist eine kleine rosafarbene liebenswerte Uniqua und hat als einziges keine tierische Vorlage.
- Pablo ist ein energischer, enthusiastischer und einfallsreicher Pinguin.
- Tyrone ist ein entspannter, selbstsicherer amerikanischer Elch. Er ist Pablos bester Freund.
- Tasha ist ein süßes, mädchenhaftes Nilpferd.
- Austin ist ein schüchternes, einfallsreiches Känguru.

## Synchronsprecher
| Rolle  | Originalsprecher        | Deutscher Sprecher            |
| ------ | ----------------------- | ----------------------------- |
| Uniqua | Lashawn Tináh Jefferies | Johanna Hintze                |
| Pablo  | Jake Goldberg           | Marco Eßer                    |
| Tyrone | Jordan Coleman          | Henning Katz                  |
| Tasha  | Rae Naelee              | Soraya Richter                |
| Austin | Jonah Bobo              | David Ohayon, Johann Hillmann |